# Marchands d'esclaves
Pour plus de détails, voir Fiche technique et Distribution.
Marchands d’esclaves (titre original : Anthar l’invincibile) est un péplum franco-italo-espagnol réalisé par Antonio Margheriti et sorti en 1964. 

## Synopsis
Le roi Sandor de Venares est dépossédé de son trône par Gainor. Sa fille, Soraya est enlevée par des mercenaires et vendue comme esclave. 

## Fiche technique
- Titre original italien : Anthar l’invincibile
- Titre français : Marchands d’esclaves
- Titre belge : Soraya esclave d’orient
- Réalisation : Antonio Margheriti, assisté de Riccardo Billi
- Scénario : Guido Malatesta et Antonio Margheriti
- Décors : Ottavio Scotti
- Costumes : Vittorio Rossi
- Image : Alejandro Ulloa Techniscope , Technicolor
- Montage : Otello Colangeli
- Musique : Georges Garvarentz
- Production : Nino Masini
- Pays :  Italie /  France /  Espagne
- Société de production : Antares Produzione Cinematografica , CCM Compagnia Cinematografica Mondiale (Rome),
  - Producciones Benito Perojo (Madrid), Rialto Film, Fidès Films (Paris)
- Extérieurs tournes en : Algérie
- Intérieurs studio : Incir de Paolis (rome)
- effets spéciaux : Nino Galliano
- maquillage : Duilio Giustini
- Genre : Péplum
- Distribution : CCFC
- Format d'image : 2,35:1
- Durée : 100 min
- Dates de sortie : 
  - Italie : 27 juin 1964
  - France : 9 décembre 1964

## Distribution
- Michèle Girardon  (VF : Elle-même) : Soraya de Venares
- Kirk Morris  (VF : Jean-Claude Michel) : Anthar
- Mario Feliciani  (VF : Jean Michaud) :  Gainor
- Pietro Tordi  (VF : Gérard Férat) : Un marchand
- Renato Baldini  (VF : Andre Valmy) : Gamal
- Jose Jaspe  (VF : Aram Stephan) : Akrim le marchand d'esclaves
- Fedele Gentile  (VF : Georges Aminel) :	Murad
- Goffredo Unger   (VF : Raymond Loyer) : Rabek
- Manuel Gallardo  (VF : Georges Poujouly) : Le prince Réda (vo : Daikor)
- Roberto Dell'Acqua : Moustique
- Giacomo Furia  (VF : Claude Bertrand) : Abdul
- Laura Nucci : Adonna
- Renato Rossini  (VF : Albert Augier) : Hussen, le messager
- Tanya Lopert : Esclave
- Serena Michelotti : Esclave
- Malika Kamal :	la danseuse
- Nadine Verdier :	 Esclave
- Nadia Brivio : Esclave
- Ugo Sasso : Murad
- Beryl Cunningham : Esclave noire